# Carl-Axel Moberg
Carl-Axel Axelsson Moberg, né le 21 février 1915 à Lund, fils de l'orientaliste suédois Axel Moberg, et est décédé 3 avril 1987 à Göteborg, est un archéologue suédois, professeur et directeur du Musée archéologique de Göteborg.

## Biographie
Moberg a grandi et étudié à Lund, où son père, Axel Moberg, était professeur de langues orientales. Formé à l'archéologie à l'Université de Lund, il a par la suite rejoint Göteborg, où il a alors assuré la direction du musée archéologique de 1957 à 1968. Parallèlement, il se consacra au développement d'un département d'archéologie à l'Université de Göteborg.
Au moment de sa mort en 1987, Moberg était l'un des archéologues les plus célèbres de Suède, reconnu nationalement et internationalement. Ses fréquentes interventions dans les médias lui ont assuré cette reconnaissance publique en Suède. Sur le plan académique, sa renommée internationale lui valut l'amitié de grands archéologues internationaux tels que Lewis Binford, David Leonard Clarke, Jean-Claude Gardin, ou Alain Schnapp. Il partageait avec ces derniers un intérêt particulier pour la théorie de l'archéologie, les problèmes de méthodes, et les usages des mathématiques et de l'informatique dans cette discipline.
Sa tombe se trouve au cimetière ouest de Göteborg. Une sculpture de Britt-Marie Jern, inaugurée le 17 mai 1990, a été placée en son honneur à l'intérieur de la cour du Musée municipal de Göteborg. Ses archives restent en grande partie inaccessibles à ce jour.

## Publications
- (en) Izikowitz, Karl Gustav, Carl-Axel Moberg et Albert Eskeröd, « Trends In Anthropology: Anthropology in Sweden », American Anthropologist, vol. 61, no 4,‎ 1959, p. 669-676 (ISSN 0002-7294, DOI 10.1525/aa.1959.61.4.02a00130)
- Carl-Axel Moberg (trad. du suédois par Serge Cleuziou), Introduction à l'archéologie, Paris, François Maspero, 1976, 260 p. (ISBN 2-7071-0867-7)
- Carl-Axel Moberg, « Des archéologies théoriques 1, 2, 3… », Les Nouvelles de l'archéologie, no 3,‎ 1980, p. 41-43 (ISSN 2425-1941, DOI 10.3406/nda.1980.1924)